# Eupithecia costisignata
Eupithecia costisignata là một loài bướm đêm trong họ Geometridae.